# Schefflera tremuloidea
Schefflera tremuloidea är en araliaväxtart som beskrevs av Maguire, Steyerm. och David Gamman Frodin. Schefflera tremuloidea ingår i släktet Schefflera och familjen araliaväxter. Inga underarter finns listade.